# Conciles de Chartres
Plusieurs conciles se sont tenus à Chartres aux IXe et XIIe siècles.

## Chronologie
- Juin 849 : Charles d'Aquitaine, neveu de Charles II le Chauve, reçoit la tonsure cléricale[1] ;
- 1124 : concile tenu par Pierre de Léon, légat du Saint-Siège, futur antipape Anaclet II. On en ignore les actes, mais il aurait pu concerner la dissolution du mariage de Guillaume Cliton avec Sibylle d'Anjou, qui sera finalement prononcé par le pape Honorius II[2] ;
- 21 avril 1146 : concile assemblé à l'occasion de la deuxième croisade. Bernard de Clairvaux refuse de prendre la tête de l'expédition, qui est dirigé par Louis VII le Jeune. Pierre le Vénérable est invité à y assister par Bernard, mais il ne peut s'y rendre.

Des synodes diocésains ont eu lieu à Chartres en 1526, 1550, 1553, 1558, 1587…

## Sources
- Dictionnaire universel et complet des conciles, tant généraux que particuliers, des principaux synodes diocésains et des autres assemblées ecclésiastiques les plus remarquables, Volume 2, par Adolphe Charles Peltier, Ateliers catholiques du Petit-Montrouge, 1846.